# داس (جنگ افزار)
برای دیگر کاربردها داس (ابهام زدایی) را ببینید.

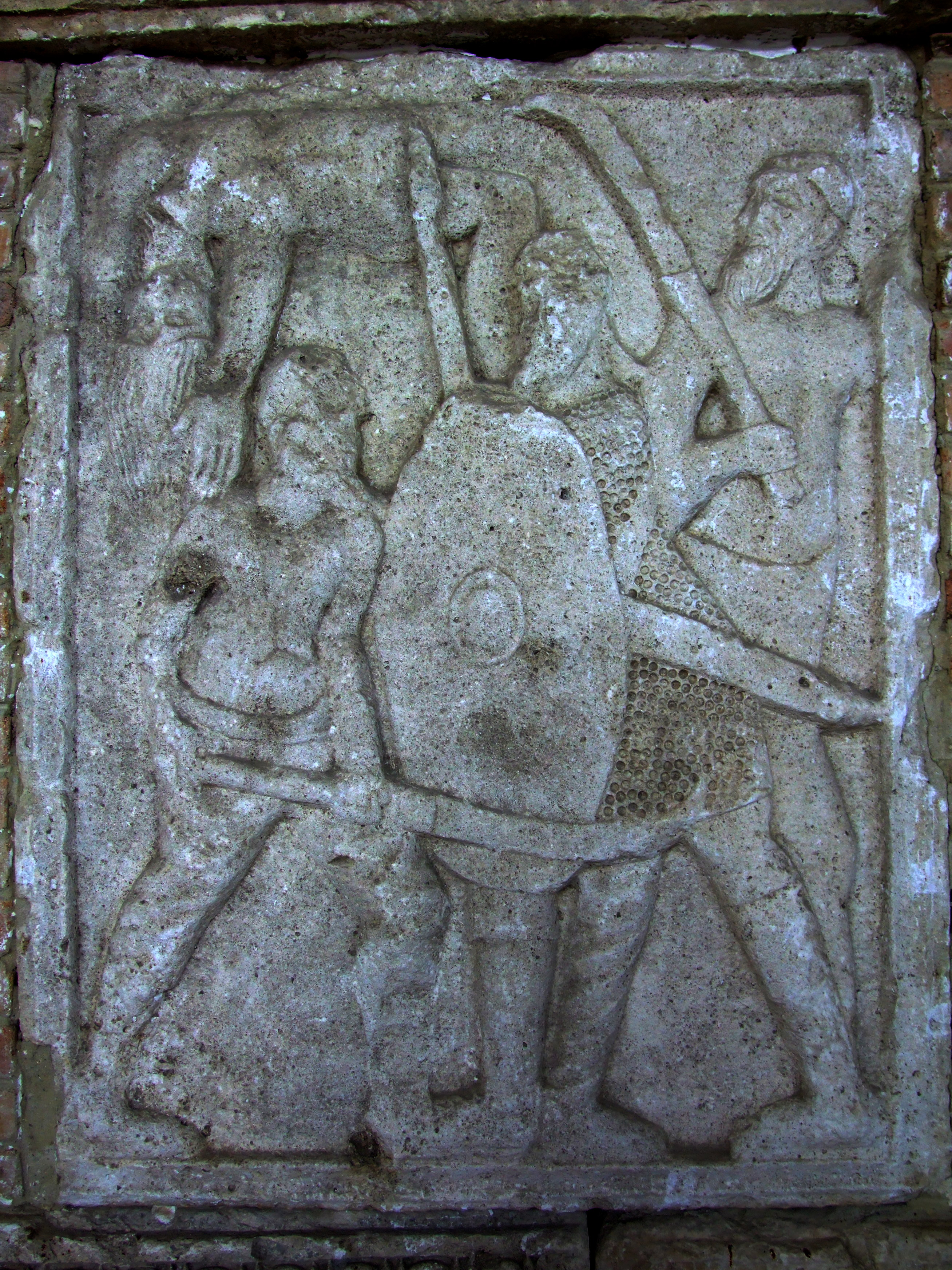
یادمان رومی ساخته شده برای بزرگداشت نبرد آدامکلیسی: بروشنی دو گونه داس جنگی تکدست و دودستی در دستان جنگاوران داسی دیده می شود

داس (در زبان لاتین : فالکس) جنگ افزاری کهن و بسیار کارآمد با تیغه خمیده بوده است که مانند داس کشاورزی تنها لبه درونی آن تیز بود و تنها داس‌ها و تراسی ها آن را بکار می برده اند، سپس به پیروی از آنان رومیان با دگرگونیهایی در ساختار و کارکرد آن، از آن بعنوان یکی از ابزارهای محاصره  با نام چنگک شهربندان بهره می‌بردند و با آن سنگهای لبه دیواره برج و باروی شهر محاصره شده را از جا می کندند.

## ریشه شناسی واژه
داس (فالکس) نخست در زبان لاتین برای داس به کار برده می‌شد، ولی سپس برای نامگذاری هر ابزاری که مانند داس لبه درونی تیز دارد، به کار می رفت. واژه فالکس همچنین برای یک جنگ افزار، بویژه از آنِ تراسی‌ها و داسی‌ها، و سپس چنگک شهربندان که رومیان از آن بهره می‌بردند، بکار گرفته می‌شد.

## داسِداس‌ها

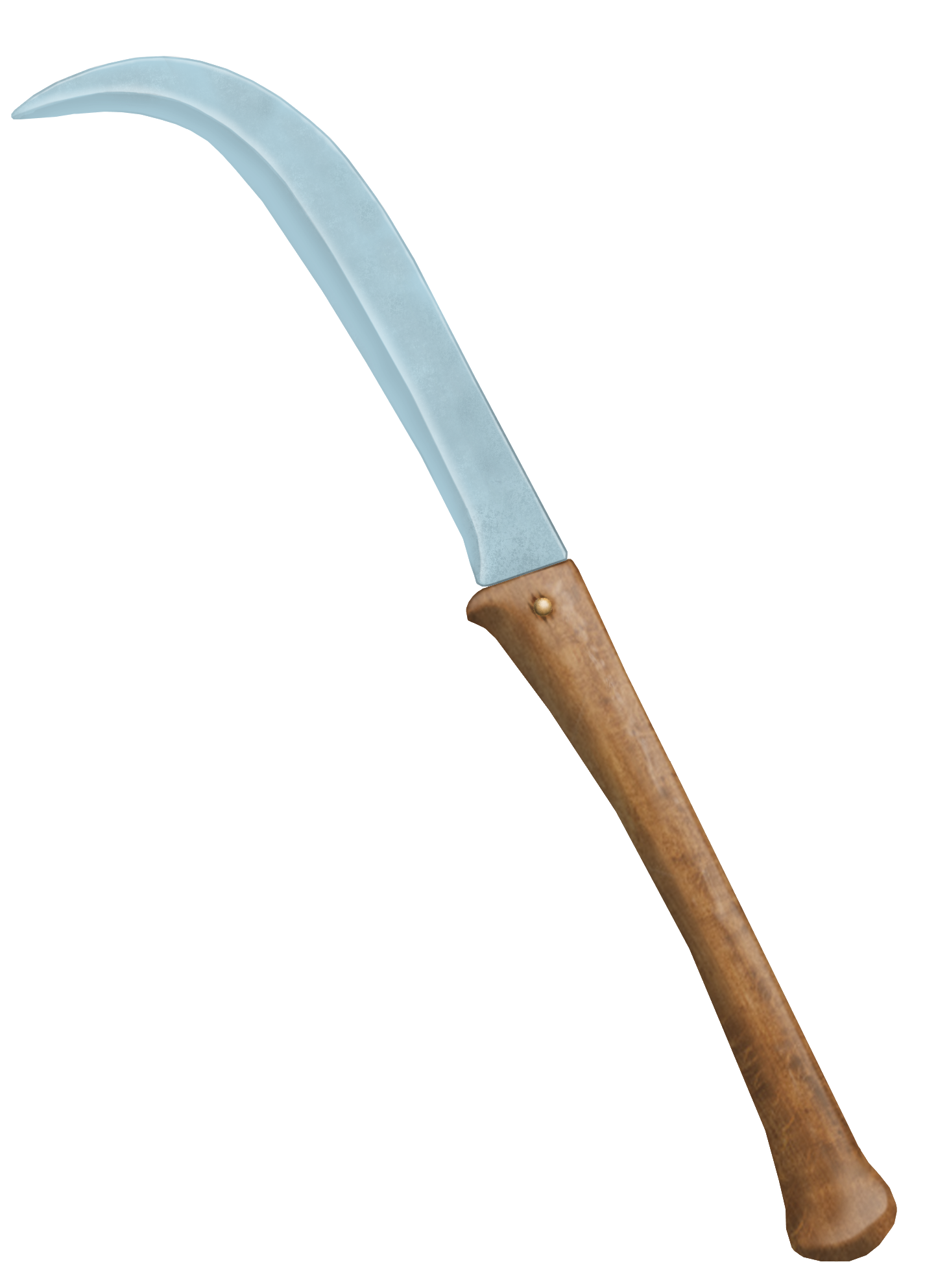
نگاره ای از داس بر پایه یادمان نبرد آدامکلیسی

داس داس‌ها به دو روش ساخته می‌شده : تکدستی و دو دوستی. گونه کوتاه‌تر آن در زبان داسیان «سیکا» خوانده می شد (والریوس ماکسیموس, 2.12,) و تیغه آن اندازه‌های گوناگونی داشته و اندازه آن نزدیک به ۴۱ سانتیمتر (۱۶ اینچ) بود و دسته آن یک سوم بلندتر از تیغه ساخته می شد. گونه دودستی آن یک سلاح دسته بلند بوده با دسته چوبی به درازای نزدیک به ۹۱ سانتیمتر و تیغه آهنی خمیده با همان اندازه که به دنباله آن چسبانده شده بود. به گواهی باستانشناسان، گونه تکدست آن دودستی هم بکار می‌رفته است.
از آنجا که گونه دودستی هر دو دست را درگیر مینمود، کاربر آن را آسیب پذیر می کرد چرا که نمی توانست سپر در دست بگیرد. می‌توان اینگونه انگاشت که با نیروی بسیاری که با دو دست پیدا میکرد میشد با نوک آن کلاهخودها را سوراخ و با تیغه آن سپرها را از هم فروپاشید، گفته شده است که با گونه دودستی آن تنها با یک ضربه می توانستند سپری را به دو نیم کنند.
کارایی این جنگ افزار چنان بالا بود که رومیان برای نخستین و واپسین بار زره خود را برای نبرد با داسها دستکاری نموده، بخش نگهبان بازو را که در زره گلادیاتورها به کار می رفت در زره سربازان خود کار گذاشتند.
پیروزی بر داسها چنان برای رومیان ارزشمند بود که تراژان، پادشاه روم، بجز نابودی همه شهرها و کشتار و جابجایی مردمان آنجا و تاراج گنجینه های طلای آنان، ستونی ۳۰ متری و ۵۰ تنی با ۱۵۵ نگاره برای یادبود این رویداد ساخت و خود تراژان ۵۸ بار در آن نمایان شد. این ستون تنها سازه بجامانده از دوران اوست با آنکه وی یکی از پرکارترین سازندگان امپراتوری روم بود و این خود ارزش تبلیغاتی و رسانه ای این رخداد و یادمان آن را نشان می دهد. در جایگاه والای این ستون همین بس که بیشتر آنچه از راهبردها و شگردهای رزمی و زره و ساز و برگ سپاهیان روم می دانیم تنها از همین ستون بدست ما رسیده است. همچنین در سرتاسر پایتخت و برخی شهرها تندیسهای بسیاری از داسهای دست بسته به نشانه درماندگی و شکست و بردگی آنان ساخته و کارگذاشته شد. چنین کاری به این گستردگی در برابر هیچ یک از دشمنان بزرگ روم همچون ژرمن ها و گل ها و کلت ها (سلتها) انجام نگرفته است. با این همه چنان شایستگی و کاردانی داسها زبانزد بود و تا جایی پیش رفتند که به امپراتوری روم نیز رسیدند. همچنین درفش و نماد داسها، درفش یگان سربازان سوار روم شد و تا شکست و نابودی آن امپراتوری به همان گونه پابرجاماند.

## داستراسی ها
تراسی‌ها هم داس را بکار می بردند. آنها همچنین رومفایا را بکار می گرفتند، که همانند داس دودستی بود ولی خمیدگی کمتری داشت.

## نگارخانه

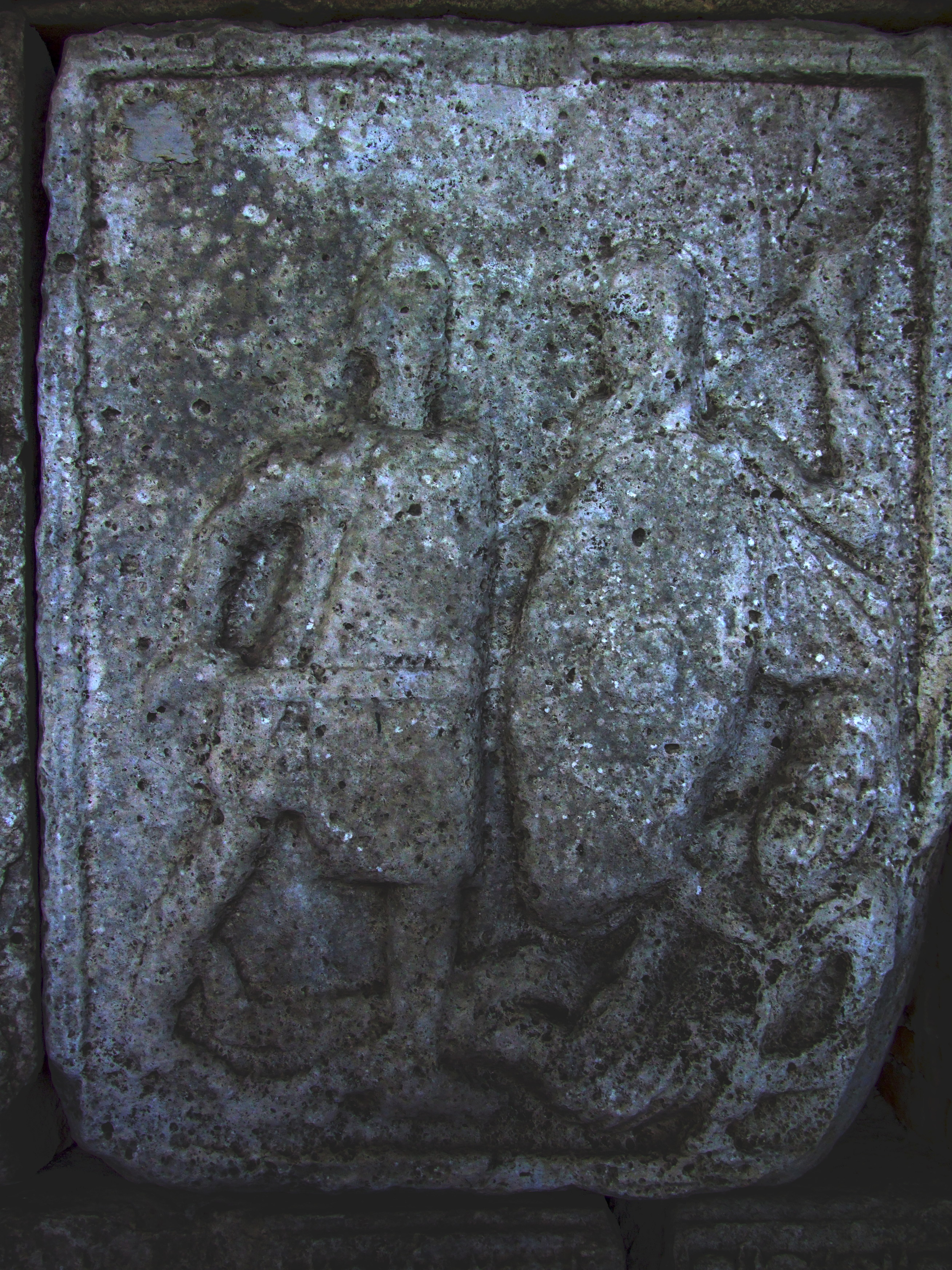
نقش برجسته نبرد آدامکلیسی

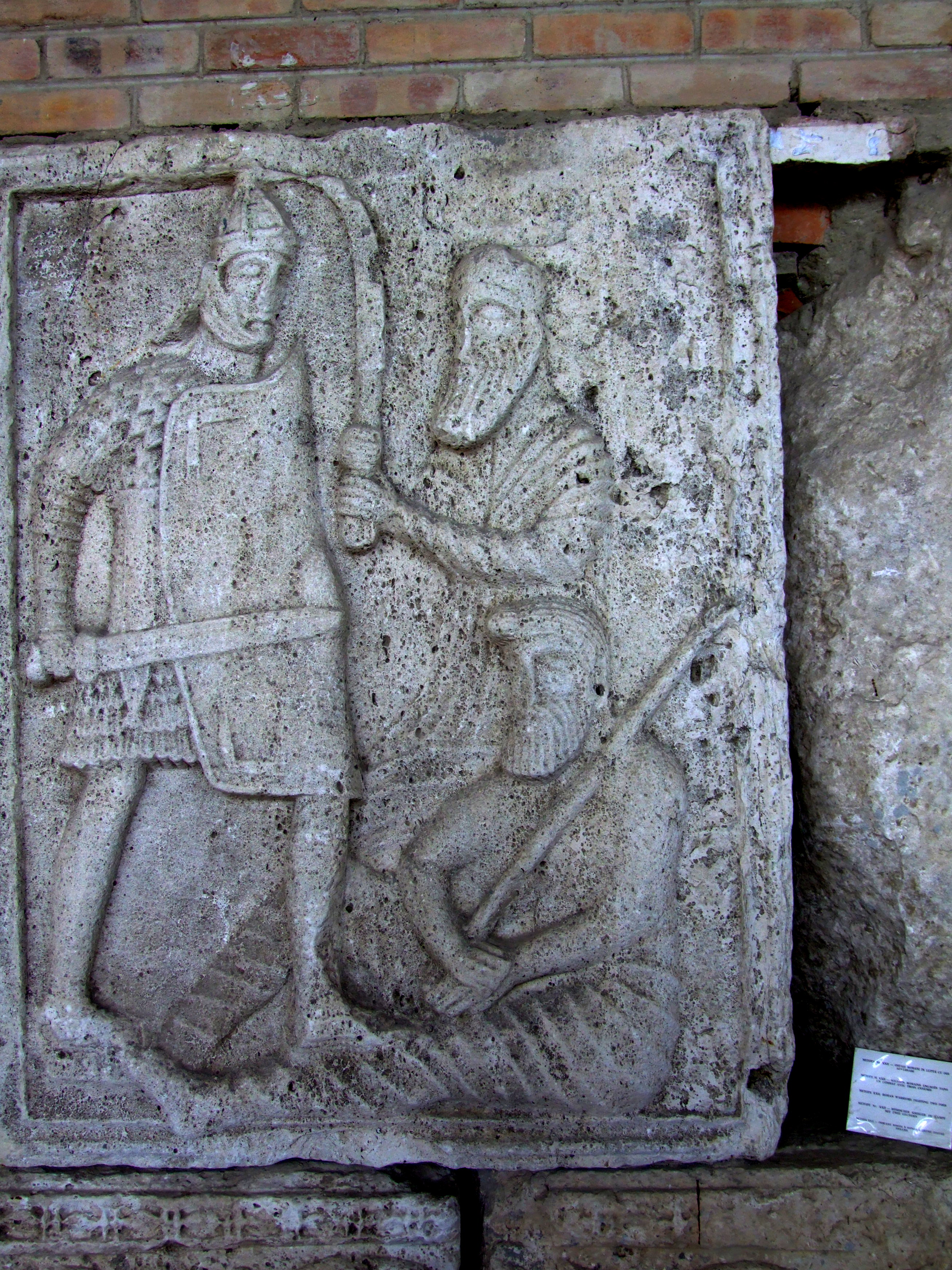
نقش برجسته نبرد آدامکلیسی

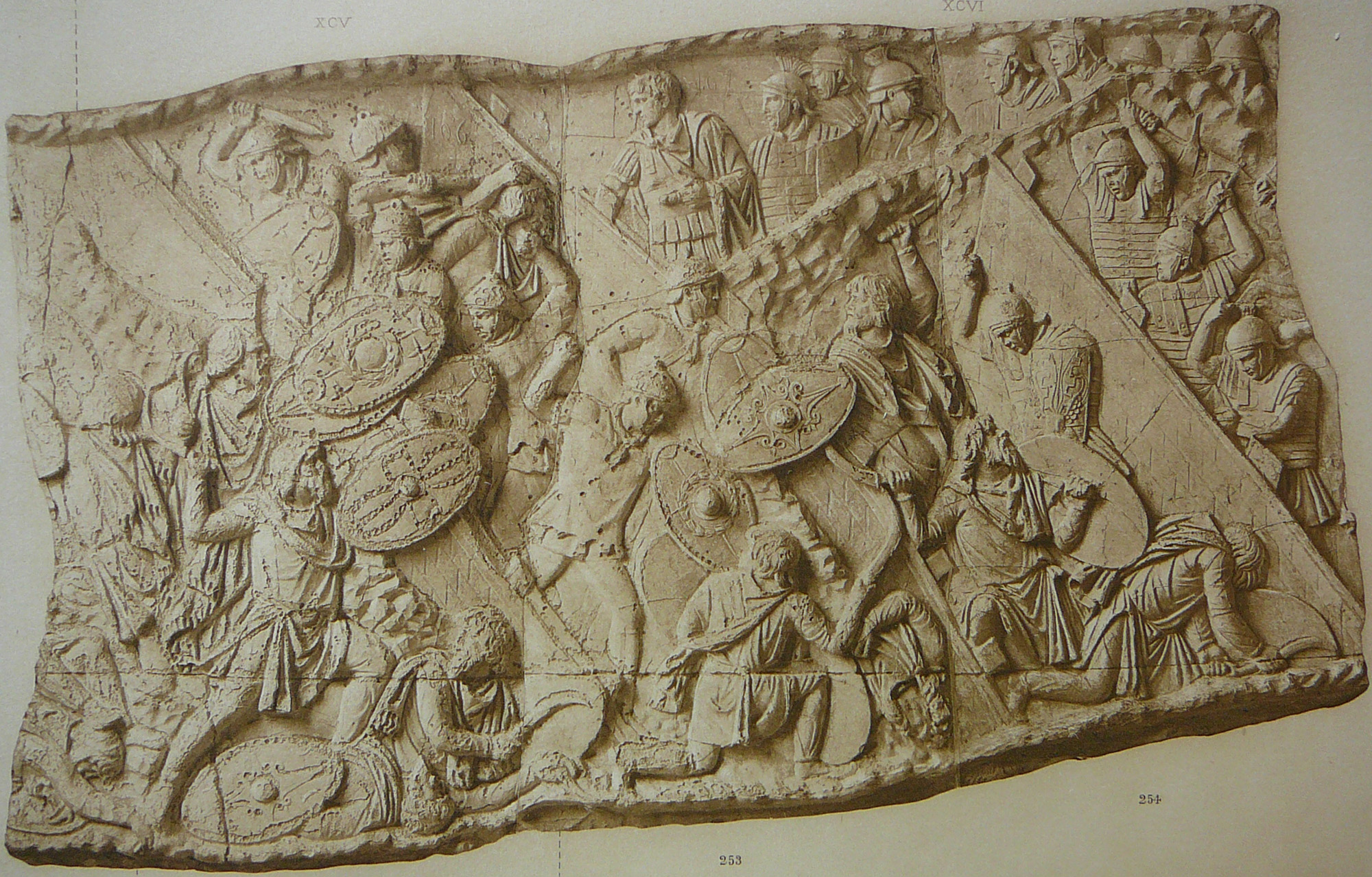
نقش برجسته در ستون تراژان

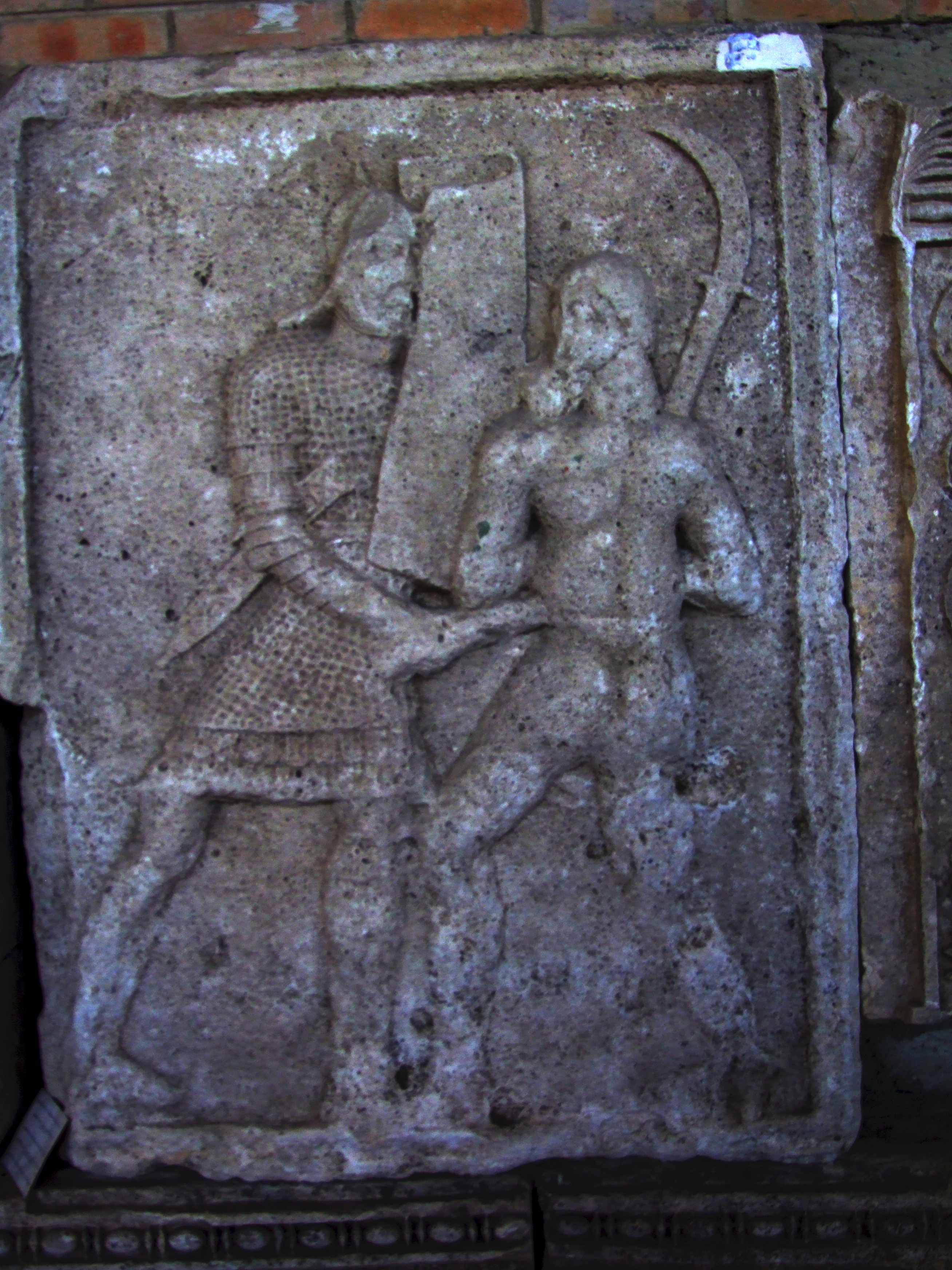
نقش برجسته نبرد آدامکلیسی

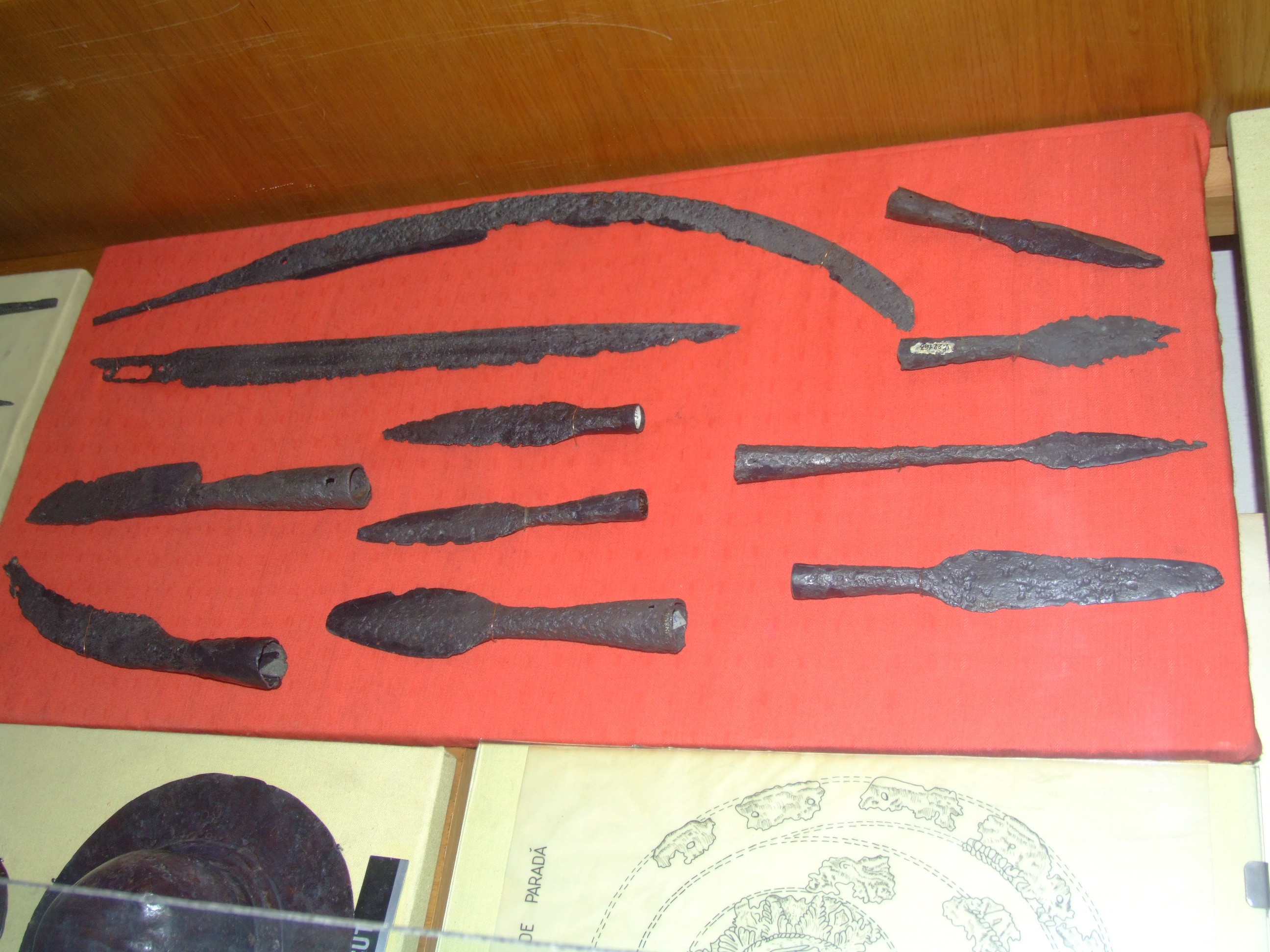
جنگ افزارهای داس که داس در بالای آنها دیده می شود